# Circonscription fédérale de Lyons
Ne doit pas être confondu avec Circonscription locale de Lyons.
La circonscription fédérale de Lyons  (en anglais : Division of Lyons) est une circonscription électorale australienne au centre de la  Tasmanie. Elle porte le nom de Joseph Lyons qui fut premier ministre d'Australie de 1931 à 1939 et de son épouse  Enid qui fut la première femme élue au parlement fédéral australien et membre du cabinet.
Elle est située au centre et à l'est de la Tasmanie et a été créée en 1984 pour remplacer la circonscription de Wilmot. Elle comprend les villes de l'est de St Helens, St Marys, Swansea et Orford, le Presqu'île Tasman, les villes de centre de Campbell Town, Deloraine, Longford, New Norfolk et Ross, et les villes minières de l'ouest de Queenstown, Rosebery, Strahan et Zeehan.

## Représentants
Depuis sa création, cette circonscription fédérale possède un siège à la Chambre des représentants d'Australie, occupé alternativement par le Parti travailliste et le Parti libéral.
| Nom             | Parti        | Période de mandat |
| --------------- | ------------ | ----------------- |
| Max Burr        | Libéral      | 1984–1993         |
| Dick Adams      | Travailliste | 1993-2013         |
| Eric Hutchinson | Libéral      | 2013–2016         |
| Brian Mitchell  | Travailliste | 2016-en cours     |

## Résultats des élections
| Parti                            | Parti                        | Candidat                     | Voix   | %     | ±      |
| -------------------------------- | ---------------------------- | ---------------------------- | ------ | ----- | ------ |
|                                  | Libéral                      | Susie Bower                  | 27 296 | 37,22 | +13,04 |
|                                  | Travailliste                 | Brian Mitchell (en)          | 21 295 | 29,04 | −7,42  |
|                                  | Verts                        | Liz Johnstone                | 8 382  | 11,43 | +1,98  |
|                                  | Lambie                       | Troy Pfitzner                | 7 962  | 10,86 | +10,86 |
|                                  | Une nation                   | Emma Goyne                   | 3 927  | 5,35  | −2,78  |
|                                  | Lambie                       | Jason Evans                  | 1 976  | 2,69  | −3,41  |
|                                  | AJP                          | Anna Gralton                 | 1 312  | 1,79  | +1,79  |
|                                  | Démocrates libéraux          | Rhys Griffiths               | 1 188  | 1,62  | +1,62  |
| Total des suffrages exprimés     | Total des suffrages exprimés | Total des suffrages exprimés | 73 338 | 93,70 | −1,73  |
| Votes nuls                       | Votes nuls                   | Votes nuls                   | 4 932  | 6,30  | +1,73  |
| Participation                    | Participation                | Participation                | 78 270 | 91,90 | −2,28  |
| Résultat de préférence bipartite |                              |                              |        |       |        |
|                                  | Travailliste                 | Brian Mitchell (en)          | 37 341 | 50,92 | −4,26  |
|                                  | Libéral                      | Susie Bower                  | 35 997 | 49,08 | +4,26  |
|                                  | Travailliste retenir         | Travailliste retenir         | Swing  | −4,26 |        |